# Friedersdorfer Wald

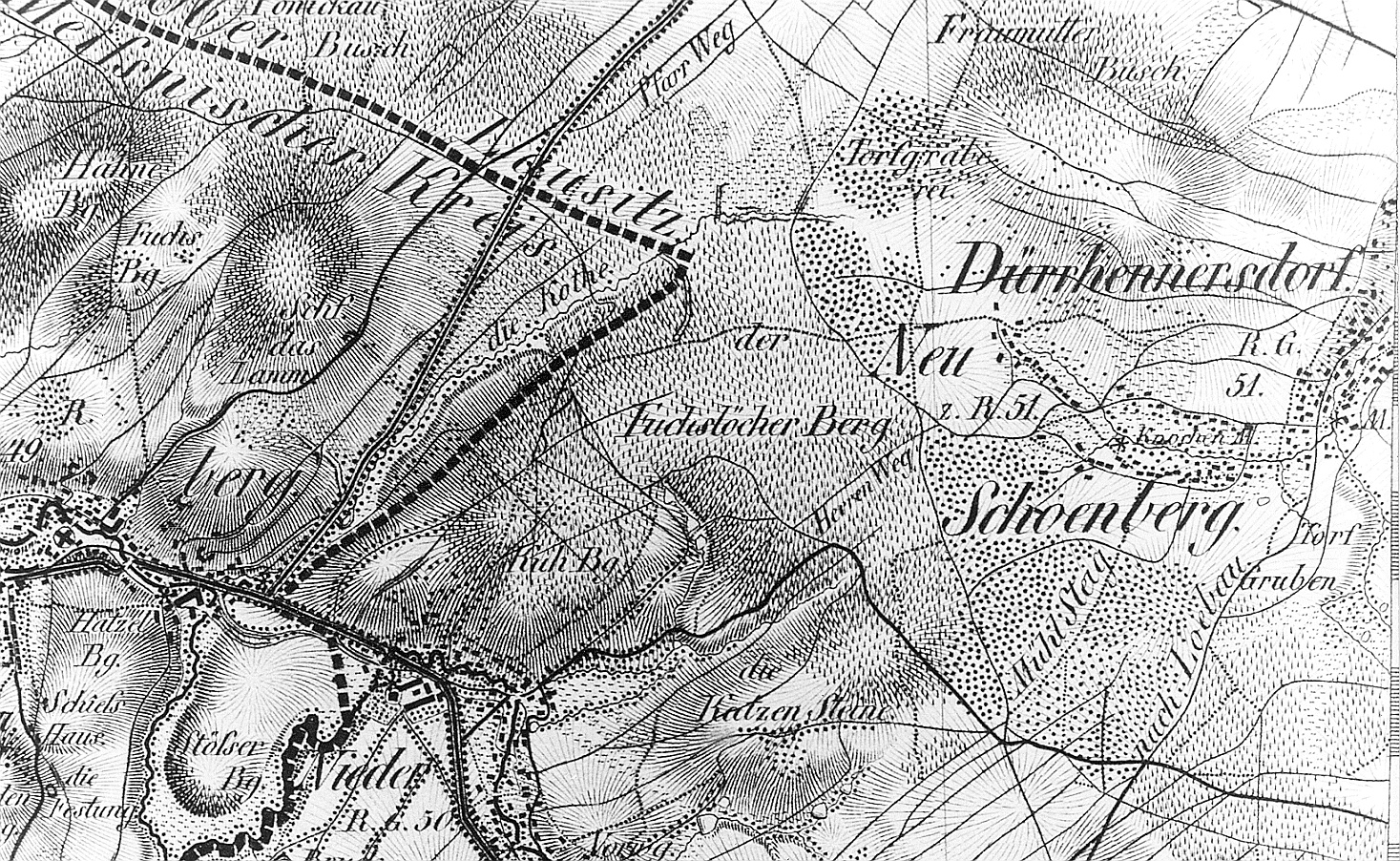
Lage des Friedersdorfer Waldes in einer Karte von 1821–22

Das Waldgebiet Friedersdorfer Wald liegt im Südwesten des Landkreises Görlitz, auf dem Gebiet der Stadt Neusalza-Spremberg, zwischen der Kothe im Westen, der Eisenbahnlinie Ebersbach–Löbau im Osten sowie der B 96 im Südwesten. Zwischen dem Ort Friedersdorf und dem Friedersdorfer Wald liegen die handtuchförmigen Flurstücke des Waldhufendorfes Friedersdorf, die landwirtschaftlich genutzt werden. Das Waldgebiet steigt von Südwesten vom Abfall der Spree von ca. 340 m nach Nordosten an und erreicht 450 m südwestlich des Gasthauses Wilhelmshöhe, das zu Neuschönberg gehört, am Fuchslöcherberg knapp 411 m Höhe.
Vor allem pleistozäne Ablagerungen sind am Aufbau des Untergrundes beteiligt. Auf den plateauartig verebneten Bereichen um den Fuchslöcherberg herrscht mit staunassen Standorten die elsterkaltzeitliche, lehmige Grundmoräne vor. Auf andere pleistozäne Ablagerungen weist zum Beispiel der Name Sandweg, eine alte Wegeverbindung von Ebersbach nach Schönbach hin, der nordöstlich das Waldgebiet teilweise begrenzt. Unter einer flachen Bodenkrume folgt eine überwiegend aus Geröllen bestehende Schicht. In der Zusammensetzung überwiegen einheimische Granodiorite, die meist tiefgründig zersetzt sind. Des Weiteren können nordische Granite und Feuerstein, Basalt, Grauwacke, Quarzit und unterkarbonisches Kieselschiefer-Hornstein-Konglomerat, vermutlich aus dem Gebiet nördlich von Görlitz, gefunden werden. Dieser 1 bis 1,5 m starken Geröllschicht folgen im Liegenden verschiedenkörnige und -farbige Kiese und Sande. Sande und Kiese stehen auch in der Grube nahe dem Schwarzen Teich am Waldrand bei Niederfriedersdorf an, die dort als Schmelzwassersedimente in der Elsterkaltzeit abgelagert wurden. Seit dem Ende des 19. Jahrhunderts bis etwa in die 1990er Jahre lieferte diese Grube Baustoffe. Heute ist die Grube mit Siedlungs- und Bauschutt verfüllt und ordnungsgemäß abgedeckt. Auf seiner höchsten Erhebung – der Hurn-Kuppe (394 m) – befindet sich ein Aussichtspunkt mit Blick in südliche Richtung.
Der Herrenweg, benannt nach der Niederfriedersdorfer Rittergutsherrschaft, der von der Wilhelmshöhe in südwestlicher Richtung nach Friedersdorf zum Rittergut führt und der Eichenbergweg, welcher westlich am Kuhberg (396,1 m) aus Richtung Sternberg (alter Name: Stößerberg) Richtung Nordosten verläuft, liegen im Waldgebiet.
Im Friedersdorfer Wald überwiegt Fichtenforst anstelle des normalerweise standorttypischen Eichen-Buchenwaldes. An dem südlich gelegenen Waldrand sind kleine Bestände von lindenreichem Eichenmischwald vertreten. Vorkommen von Großer Sternmiere (Stellaria holostea) deuten auf einen früheren Stieleichen-Hainbuchenwald hin.

## Quelle
- Theodor Schütze (Hrsg.): Zwischen Strohmberg, Czorneboh und Kottmar (= Werte unserer Heimat. Band 24). 1. Auflage. Akademie-Verlag, Berlin 1974.

Koordinaten: 51° 2′ 29″ N, 14° 34′ 4″ O